# Edgar Hark
Edgar Hark (Tartu, 8 oktober 1908 - Tallinn, 23 oktober 1986) was een Estisch theoloog en aartsbisschop van de Estische Evangelisch-Lutherse Kerk (EELK).

## Biografie
Hark bezocht na de volksschool het Hugo-Treffner-Gymnasium, waar hij aan het einde van zijn schoolopleiding zijn staatsexamen aflegde om te worden toegelaten tot de universiteit waar hij theologie studeerde. In maart 1936 werd hij tot pastor in Tallinn beroepen. Van 1949 tot 1954 was hij proost van Tartu.
Tijdens de Tweede Wereldoorlog diende hij in het Rode Leger (Estse Korps der Fuseliers) om tegen de Wehrmacht te strijden dat Estland bezet hield. Tijdens zijn jaren in het Rode Leger (1941-1945) wist hij het vertrouwen van de Sovjet-autoriteiten te winnen. Hark nam na de oorlog - ondanks het feit dat de Sovjet-Unie Estland bezet hield - een loyale houding aan ten opzichte van de communistische overheid. Hark nam deel aan de beraadslagingen van de Christelijke Vredesconferentie in Praag (1971, 1978 en 1985) en werd in oktober 1971 in het bestuur van de CVC gekozen. Het was hem toegestaan om reizen te maken naar het buitenland zodat hij deel kon nemen aan vergaderingen van de Lutherse Wereldfederatie
Hark werd in 1978 - na jarenlange arbeid binnen het consistorie van de Kerk en plaatsvervangend aartsbisschop (1967-77) te zijn geweest - als opvolger van Alfred Tooming tot aartsbisschop van de Estische Evangelisch-Lutherse Kerk gekozen. Hij bleef het ambt van aartsbisschop van de EELK bekleden tot zijn overlijden in 1986.
Een van de belangrijkste wapenfeiten tijdens zijn ambtsduur was de bouw van een Estse Evangelisch-Lutherse kerk in Petrozavodskaya Sloboda, Karelië in 1981, op de plek waar tot 1925 al eerder een kerkgebouw stond.

### Overzicht
- 1929-1935: Studie theologie aan de Universiteit van Tartu
- 1935-1936: Jeugd en gevangeniswerk
- 1936-1941: Pastor van de Dom van Tallinn
- 1941-1945: Dienst in het Rode Leger (Estse Korps der Fuseliers; laatste rang: kapitein)
- 1948-1949: Plv. Proos van Tartu
- 1949-1954: Proost van Tartu
- 1954-1978: Pastor van de Karelskerk van Tallinn
- 1967-1977: Plv. aartsbisschop van de EELK
- 1978-1986: Aartsbisschop van de EELK
- 1986: Dr. h.c. aan de Faculteit van de Godgeleerdheid van de Universiteit van Tartu

## Werken
- Die Estnische Evangelisch-Lutherische Kirche heute, Perioodika Tallinn, 1982

## Verwijzingen
1. ↑  http://www.postimees.ee/37917/endist-peapiiskoppi-malestatakse-jumalateenistusega. Gearchiveerd op 24 september 2015.
2. ↑  http://heninen.net/luter/petroskoi_e.htm. Gearchiveerd op 28 oktober 2021.

- Gemeinsame Normdatei: 110366379
- International Standard Name Identifier: 0000 0000 7328 5116
- Library of Congress Control Number: n84001438
- Nederlandse Thesaurus van Auteursnamen: 13175260X
- Virtual International Authority File: 54741139
- WorldCat: E39PBJfWWWXr8cthBrdPcpctrq